# Стефан Сільва
 Максиміліано Стефан Сільва Рохас (швед. Maximiliano Stefan Silva Rojas, нар. 11 березня 1990 Стокгольм, Швеція) — шведський футболіст чилійського походження, форвард столичного клубу АІК.

## Ігрова кар'єра
Стефан Сільва народився у Стокгольмі. Його родина переїхала до Швеції з Чилі у 1986 році. Грати в футбол Сілва почав у столичному клубі «Броммапойкарна». Згодом він перейшов до складу іншого клубу з Стокгольму - «Акрополіс», з яким чотири сезони виступав у нижчих лігах чемпіонату Швеції.
У 2013 році футболіст підписав контракт із клубом «Сіріус», якому допоміг з третього дивізіону піднятися до перехідних матчів за потрапляння до Аллсвенскан.
Але вже в 2016 році Сілву запросив до свого складу клуб з Аллсвенскан «Сундсвалль». Своєю результативною грою Сілва привернув увагу італійського «Палермо». У січні 2017 року було підписано контракт на 4,5 роки, який вартував італійцям 800 тисяч євро. Але до кінця сезону Серії А Сілва зіграв лише одну гру у складі «Палермо» і в грудні того року контракт було розірвано за обопільною згодою сторін.
У 2018 році Сілва повернувся до Швеції, де уклав трирічну угоду з столичним АІКом. Хоча у 2019 році футболіст знову залишав Швецію, щоб зіграти також лише один матч у складі турецького клубу «Фатіх Карагюмрюк».

## Досягнення
АІК
- Чемпіон Швеції (1): 2018